# Armin Müller (Offizier)

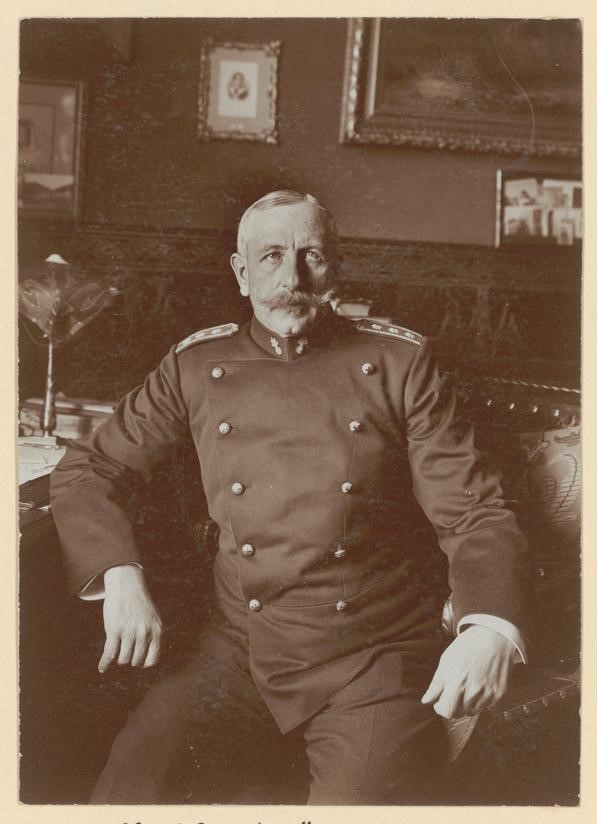
Oberst Armin Müller, ca. 1910 (Zentralbibliothek Zürich)

Armin Müller (* 11. Februar 1855 in Schwarzenberg; † 29. Mai 1944 in Genf), genannt Marokko-Müller, war ein Schweizer Berufsoffizier.

## Leben
Müller war Instruktionsoffizier der Artillerie im Range eines Obersten, und Cousin von Bundesrat Eduard Müller.
Anlässlich der Algeciras-Konferenz nach der Ersten Marokkokrise erhielt die neutrale Schweiz im Jahr 1906 das Mandat, im Rahmen ihrer Guten Dienste den Aufbau einer marokkanischen Polizeitruppe zu überwachen, welche die europäischen Ausländer in Marokko schützen sollte.
Ein Jahr später, nach erfolgter Ratifizierung der Algeciras-Akte, reiste Müller als Generalinspektor dieser Polizeitruppe nach Marokko. Sein Auftrag dauerte bis 1911.
Während des Ersten Weltkrieges inspizierte Müller im Auftrag der Schweizer Regierung Lager mit deutschen und österreichischen Kriegsgefangenen in Frankreich.

## Echo in der Schweiz
Die Tätigkeit von Müller in Marokko fand in der Schweiz ein erhebliches Echo und war nicht unumstritten. Im Berner Volksblatt von 1906 reimte der Journalist und Nationalrat Ulrich Dürrenmatt:
«Die Diplomaten weben

ein marokkanisch Kleid

doch alle Seher geben

nur zweifelhaft Bescheid.

In Algeciras gab’s dann

ein Mandat der Schweiz.

In der Schweiz, da fragt man

nach dessen Sinn und Reiz.

Was ist uns wohl beschieden

von diesem neuen Wubb?

Die Rede ist von Frieden,

die Waffen liefert Krupp.»